# Cristian Montero
Cristian Montero Fallas (Alajuela, 24 giugno 1982) è un ex calciatore costaricano, di ruolo difensore.

## Carriera

### Club
Debutta in Costa Rica con la Liga Deportiva Alajuelense nella stagione 2000-2001.

### Nazionale
Cristian è anche un membro della Squadra Nazionale della Costa Rica con la quale ha giocato nella Coppa del Mondo FIFA  Under-20 del 2001 in Argentina.